# 제9회 아카데미상
제9회 아카데미상은 1937년 3월 4일에 열린 시상식이다. LA 빌트모어 호텔에서 개최되었으며 사회자는 조지 제셀이다.

## 후보 및 수상

### 작품상
- 위대한 지그펠드 - 헌트 스트롬버그 수상
- 안소니 에드버즈 - 헨리 블렁크
- 공작 부인 - 사무엘 골드윈
- 천금을 마다한 사나이 - 프랑크 카프라
- 과학자의 길 - 헨리 블렁크
- 두 시민 이야기 - 데이빗 O. 셀즈닉

### 남우주연상
- 과학자의 길 - 폴 무니 수상
- 공작 부인 - 월터 휴스턴
- 천금을 마다한 사나이 - 게리 쿠퍼
- 마이 맨 고드프리 - 윌리엄 포웰
- San Francisco - 스펜서 트레이시

### 여우주연상
- 위대한 지그펠드 - 루이스 라이너 수상
- 마이 맨 고드프리 - 캐럴 롬바드
- 로미오와 줄리엣 - 노마 셔러
- 테오도라 고즈 와일드 - 아이린 던
- 발리언트 이즈 더 워드 포 캐리 - 글래디스 조지

### 남우조연상
- 컴 앤 겟 잇 - 월터 브레넌 수상
- 장군 새벽에 죽다 - 아킴 타미로프
- 마이 맨 고드프리 - 미샤 오어
- 피그스킨 퍼레이드 - 스튜어트 어윈
- 로미오와 줄리엣 - 배질 라스본

### 여우조연상
- 안소니 에드버즈 - 게일 손더그라드 수상
- 공작 부인 - 마리아 우스펜스카야
- 화려한 말괄량이 - 벨루아 본디
- 마이 맨 고드프리 - 앨리스 브래디
- 이 세 사람 - 보니타 그랜빌

### 감독상
- 천금을 마다한 사나이 - 프랑크 카프라 수상
- 공작 부인 - 윌리암 와일러
- 위대한 지그펠드 - 로버트 Z. 레너드
- 마이 맨 고드프리 - 그레고리 라 카바
- San Francisco - W.S. 밴 다이크

### 조감독상
- 차지 오브 더 라이트 브리게이드 - 잭 설리반 수상
- 안소니 에드버즈 - 윌리엄 H. 캐논
- 가든 오브 알라 - 에릭 스테이시
- 라스트 모히칸 - 클렘 뷰챔프
- San Francisco - 조셉 M. 뉴맨

### 각본상
- 과학자의 길 - 피에르 콜린스 수상

### 각색상
- 과학자의 길 - 피에르 콜린스 수상

### 촬영상
- 안소니 에드버즈 - 토니 고디오 수상

### 편집상
- 안소니 에드버즈 - 랠프 도슨 수상

### 미술상
- 공작 부인 - 리처드 데이 수상

### 안무상
- 위대한 지그펠드 - Seymour Felix 수상

### 음악상
- 안소니 에드버즈 - 에릭 울프강 콘골드 수상

### 주제가상
- 스윙 타임 - 제롬 컨 수상

### 음향믹싱상
- 공작 부인 - 엘머 라거즈 수상

### 공로상
- 가든 오브 알라 - W. 하워드 그린 수상
- 가든 오브 알라 - 해롤드 로슨 수상